# Интегрин альфа-IIb
Интегрин альфа-IIb (αIIb, CD41) — мембранный белок, гликопротеин из надсемейства интегринов, продукт гена ITGA2B. Компонент гликопротеина IIb/IIIa, обеспечивающего агрегацию тромбоцитов.

## Функции

Структура гетеродимерного интегрина альфа-IIb (GPIIb)/бета-3 (GPIIIa) и лиганд-связывающий домен (выделен розовым цветом).

Интегрин альфа-IIb/бета-3 является рецептором для фибронектина, фибриногена, плазминогена, протромбина, тромбоспондина и витронектина. Интегрины альфа-V/бета-3 и альфа-IIb/бета-3 распознают специфическую аминокислотную последовательность глицин-пролин-аргинин (R-G-D) в широком спектре лигандов. Кроме этого, интегрин альфа-IIb/бета-3 распознаёт последовательность H-H-L-G-G-G-A-K-Q-A-G-D-V в гамма-цепи фибриногена. Этот интегрин участвует во взаимодействии между тромбоцитами, опосредованном растворимым фибриногеном, что, в свою очередь, приводит к быстрой агрегации тромбоцитов и физическом закрытии повреждённой поверхности эндотелия. 

## Структура
Интегрин альфа-IIb — крупный белок, состоит из 1008 аминокислот, молекулярная масса белковой части — 113,4 кДа. N-концевой участок (962 аминокислоты) является внеклеточным, далее расположен единственный трансмембранный фрагмент и короткий внутриклеточный фрагмент (20 аминокислот). Внеклеточный фрагмент включает 5 участков N- и 2 участка O-гликозилирования. В процессе ограниченного протеолиза внутримолекулярный участок вырезается и образовавшиеся тяжёлая и лёгкая цепи оказываются связаны только дисульфидной связью.
Интегрин альфа-IIb образует гетеродимерный комплекс, связываясь с бета-субъединицей бета-3. Напрямую взаимодействует с RNF181.

## Тканевая специфичность
Изоформы интегрина альфа-IIb 1 и 2 экспрессированы в тромбоцитах и мегакариоцитах.  

## Патология
Нарушения гена ITGA2B приводят к тромбастении Гланзманна, одному из наиболее частых наследственных нарушений тромбоцитов. Проявляется в кровоточивости слизистой средней тяжести либо в тяжёлой форме. Различают два типа: тип 1 характеризуется полным отсутствием интегрина альфа-IIb/бета-3, при 2-м типе его уровень сильно снижен (5-20% от нормы).

## См.также
- Интегрины
- Интегрин бета-3
- Кластер дифференцировки